# スクエア1

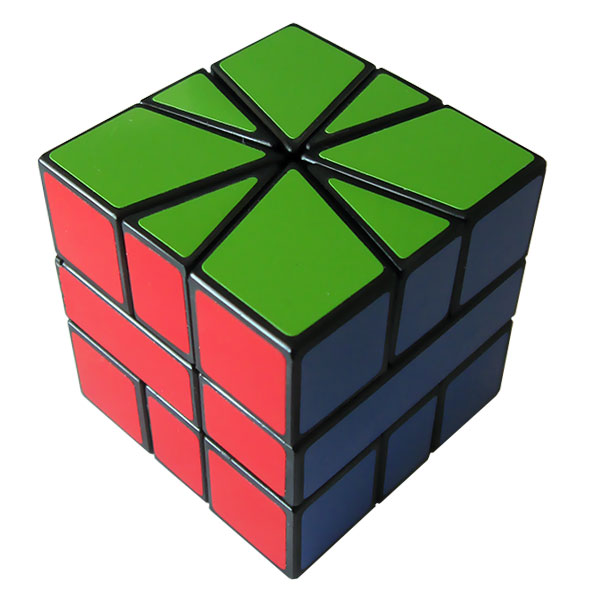
スクエア1

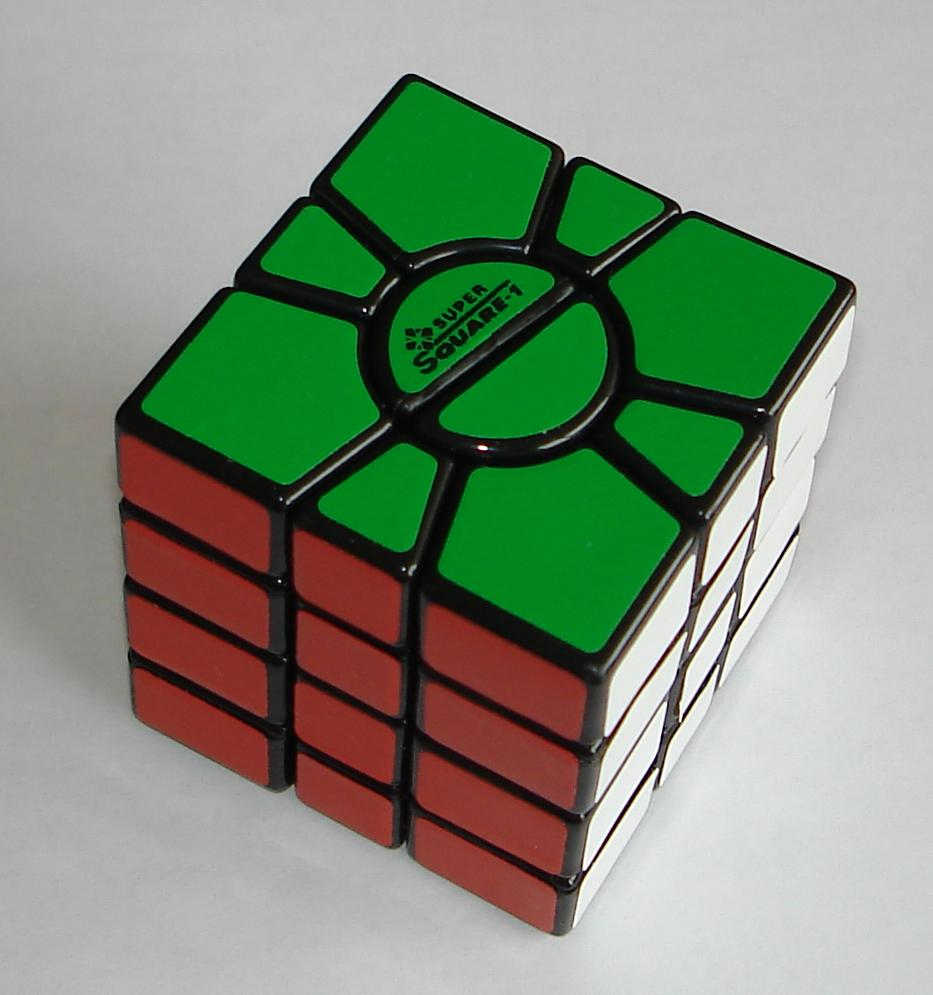
スーパースクエア1

スクエア1(Square One)とは、ルービックキューブに類似した多面体パズルである。
チェコスロヴァキアのKarel HršelとVojtěch Kopskýによって発明され、1990年に特許が取られた。

## 概要
このパズルの形状は直方体または立方体である。
ルービックキューブは平行に面が切断されているのに比べ、スクエア1は正立方体の状態時の上面、下面が三角形、凧形に切断されており、難易度の高いものとなっている。
切断面を増やしたスーパースクエア1もあり、こちらは2009年にウヴェ・メファートにより発売されている。

## 組み合わせの数
組み合わせの数は約{\displaystyle 170\times 2\times 8!\times 8!=552,738,816,000}通りである。

## 公式記録
2025年2月現在の世界記録は、単発で3.41秒、平均で4.63秒である。
また、日本記録は、単発で6.10秒、平均で7.09秒である。